# Народна демократска странка (Црна Гора)
Народна демократска странка (НДС) је бивша политичка партија у Црној Гори. Основана је 1992. године, након раскола у Народној странци. Залагала се за јачање државног заједништва Црне Горе и Србије у оквиру тадашње Савезне Републике Југославије. Приликом оснивања, за предсједника странке изабран је Митар Чворовић, дотадашњи високи функционер Народне странке.
До оснивања НДС дошло је усљед унутрашњег раскола који је током прољећа 1992. године захватио Народну странку. До коначне подјеле је дошло недуго након одлуке већег дијела страначког руководства, окупљеног око Новака Килибарде, да Народна странка не учествује на савезним изборима, расписаним за 31. мај. Други дио руководства НС је ту одлуку сматрао политички неприхватљивом и неодговорном, након чега је дошло до коначног раскола у странци, а отцјепљено крило је потом формирало нову политичку партију под називом Народна демократска странка (НДС). За предсједника НДС изабран је Митар Чворовић, дотадашњи високи функционер НС.
На скупштинским изборима који су у Црној Гори одржани у децембру 1992. године, НДС је наступила у оквиру коалиције под називом Демократска опозиција, која је освојила 7846 гласова, што није било довољно за добијање посланичких мандата по тадашњем начину прерачунавања гласова, који је фаворизовао велике странке. На савезним изборима, који су одржани у исто вријеме, странка је наступила у коалицији са Српском демократском странком Црне Горе, освојивши 6548 гласова, што такође није било довољно за добијање посланичких мјеста.
Након избора, НДС је развила блиску сарадњу са појединим српским политичким организацијама и групацијама у Црној Гори, што је довело до покретања иницијативе за политичко обједињавање и прерастање НДС у странку са српским националним предзнаком. Пошто је већи дио руководства подржао ову иницијативу, странка се средином 1996. године укључила у стварање шире политичке партије под називом Српска саборна странка, за чијег је предсједника изабран Митар Чворовић, дотадашњи предсједник НДС.